# بوريس بايتشادزه دينامو أرينا

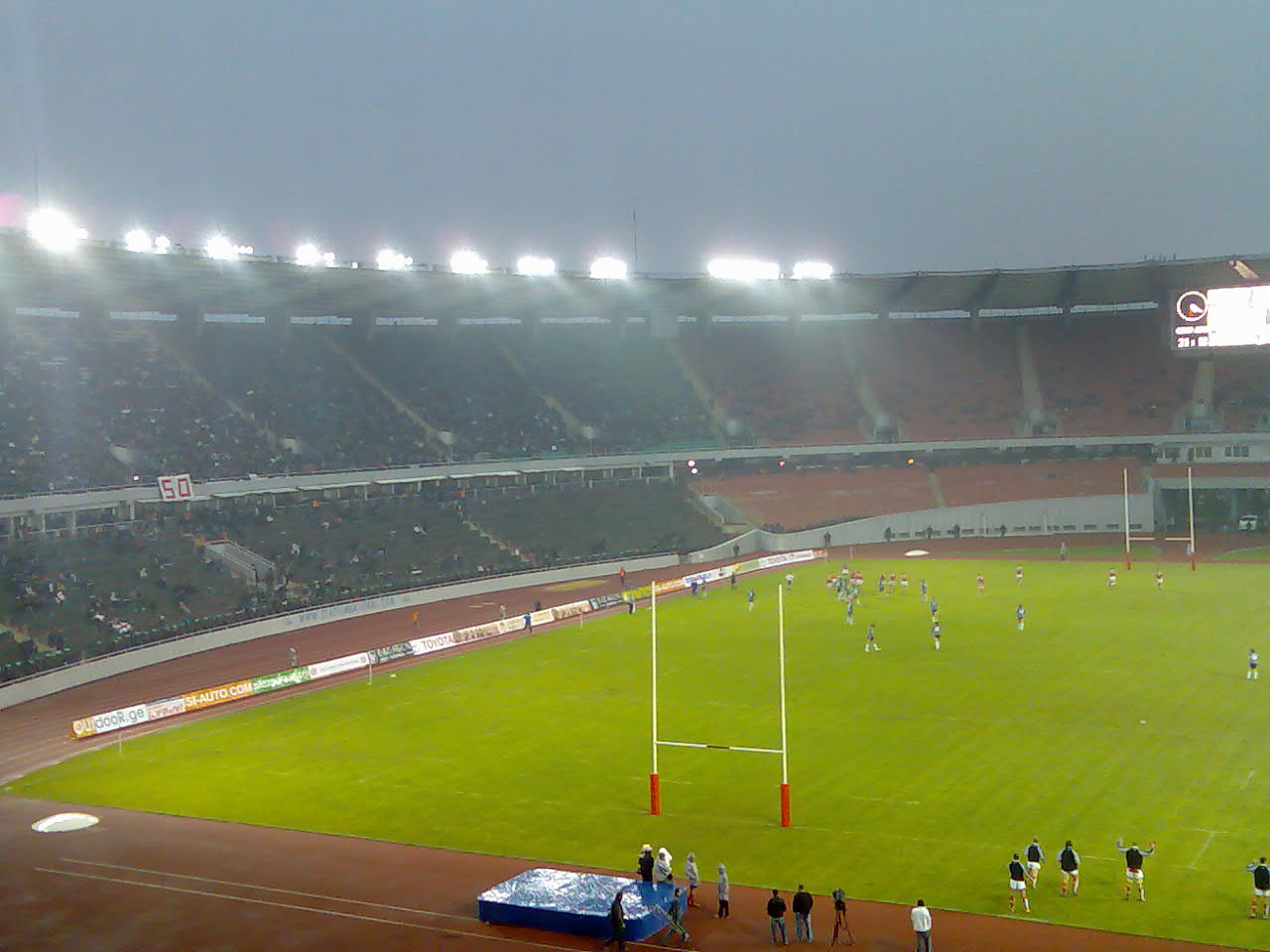
ملعب بوريس بايتشادزه الوطني

بوريس بايتشادزه دينامو أرينا هو ملعب متعدد الاستخدام يقع في تبيليسي عاصمة جورجيا. غالباً ما يتم استخدامه لمباريات كرة القدم. يسع الملعب لجلوس 54,549 متفرج. يعتبر الملعب الرسمي الذي يخوض فيه منتخب جورجيا مبارياته الدولية. تم افتتاح الملعب في سنة 1976.